# Frei Martinho
Frei Martinho este un oraș în Paraíba (PB), Brazilia.